# Am Lindgen
Am Lindgen ist eine Hofschaft in der bergischen Großstadt Wuppertal.

## Lage und Beschreibung
Die Hofschaft liegt im Nordwesten der Stadt auf 252 m ü. NHN im Südwesten des Wohnquartiers Siebeneick des Stadtbezirks Uellendahl-Katernberg nahe der Stadtgrenze zu Velbert.
Benachbarte Wohnplätze und Ortschaften sind Oberste Leimberg, Unterste Leimberg, Römersleimberg, Schultenleimberg, Hugenbruch, Auf dem Hufen, Asbruch, Alter Triebel, Bäumchen, Schönfeld, Eigen und Römershäuschen.

## Geschichte
Am Lindgen ist auf der Topographia Ducatus Montani des Erich Philipp Ploennies aus dem Jahre 1715 als Linschen eingezeichnet. Der Ort ist auf der Topographischen Aufnahme der Rheinlande von 1824 als a. Lindgen und auf der Preußischen Uraufnahme von 1843 als Lindgen eingezeichnet. Auf Messtischblättern trägt der Ort bis Mitte des 20. Jahrhunderts den Namen Altenlinken, danach den Namen Am Lindgen.
Im 19. Jahrhundert gehörte Am Lindgen zu der Bauerschaft Kleine Höhe der Bürgermeisterei Hardenberg, die 1935 in Neviges umbenannt wurde. Damit gehörte es von 1816 bis 1861 zum Kreis Elberfeld und ab 1861 zum alten Kreis Mettmann.
Südlich führte die in den 1830er Jahren erbaute Kommunalchaussee zwischen Elberfeld und Neviges am Ort vorbei, die später zur Landesstraße L427 ausgebaut wurde. Anfang des 20. Jahrhunderts verlief auf der Kommunalchaussee bzw. Landesstraße L427 eine Straßenbahnlinie durch Schultenleimberg. Sie wurde am 3. August 1952 stillgelegt. Bis 1830 führte die alte Straße von Elberfeld nach Neviges, die etwas nördlich der heutigen Landesstraße L427 verlief, nördlich von Am Lindgen vorbei. Die Trasse der Altstraße wird heute von einem Fahrweg Richtung Schanze genutzt.
1888 lebten in Am Lindgen 20 Einwohner in einem Wohnhaus. Der Ort wird zu dieser Zeit Altenlinken genannt.
Durch die nordrhein-westfälische Gebietsreform kam Neviges mit Beginn des Jahres 1975 zur Stadt Velbert und die östlichen Außenortschaften von Neviges um Am Lindgen wurden in Wuppertal eingemeindet.